# Eugenio Tano
Pour les articles homonymes, voir Tano.
Eugenio Tano, né le 4 juillet 1840 à Marzi, et mort le 6 décembre 1914 à Florence, est un peintre italien.

## Biographie
Eugenio Tano naît le 4 juillet 1840 à Marzi. Son père est un peintre de sujets religieux. Eugenio reçoit sa première formation à Rogliano, la ville natale de sa mère. Il fréquente ensuite l'Académie des Beaux-Arts de Naples et, après l'unification de l'Italie, il étudie à Florence avec Stefano Ussi.
En 1860, Eugenio participe à l'entreprise de Garibaldi en Sicile et dans le royaume de Naples. Il vit de nombreuses années à Florence. À la Mostra Nazionale de Naples, il expose: Portrait d'un Garibaldi; en 1880 Turin: l'exposition du Prêtre à la campagne, et à l'Exposition de Milan en 1881, L'Arno, un paysage. En 1884, à  la Promotrice de Florence, il expose: Dall' Ardenza ad Antignano. En 1885, à Milan et l'année suivante à Venise, il montre Un bagno nascosto. À l'Exposition de Livourne en 1886, Tano envoie un Portrait d'un Garibaldi. Il réalise également des peintures de genre et des portraits, dont la Reine Margherita,.
Il meurt le 6 décembre 1914 à Florence.

## Œuvres
Eugenio Tano est un excellent portraitiste et, après son déménagement à Florence, un peintre paysagiste. Il représente des personnalités célèbres qui vivent dans la seconde moitié du XIXe siècle (Giuseppe Garibaldi, Victor-Emmanuel II, Umberto I, Marguerite de Savoie, Giosuè Carducci, etc.). Il participe à des concours et des expositions dont il est souvent victorieux et il est très apprécié par Carducci. Parmi ses œuvres figurent :
- Ritratto di Attilio Bandiera (1864)
- I verbi passivi (1864)
- Ritratto di Garibaldi  (1865)
- Un questuante, Il ritorno della montagna, Il monello, Il Cieco e Il ritorno dalla cerca (1875)
- La piccola lavandaia e Un'aia (1876)
- Campagna toscana e La torre di Michelangelo (1878);
- Inaugurazione degli scavi di Ercolano fatta dal re Vittorio Emanuele II (1878, Napoli, Museo Archeologico Nazionale, sala del plastico di Pompei)
- Un bagno di nascosto (1885)
- Dall'Ardenza ad Antignano (1885, Esposizione di Firenze)
- Il prete di campagna (1884, Esposizione Nazionale di Torino)
- Arno e Un bagno nascosto (1884, 1885, Esposizione Nazionale di Milano)
- Ritratto del patriota senatore Donato Morelli, Ritratto di Garibaldi, Ritratto di Giosuè Carducci, Studio di paese, Idillio rusticano e Idillio di figura (1912, Catanzaro)